# Marcel Langer
Marcel Langer (* 16. Februar 1997 in Stadthagen) ist ein deutscher Fußballspieler und steht beim HSC Hannover unter Vertrag.

## Karriere
Marcel Langer wurde im niedersächsischen Stadthagen, etwa 40 km westlich von Hannover geboren. Seine Karriere begann er in unmittelbarer Nähe seiner Geburtsstadt entfernt beim SV Victoria Lauenau, für den er bis zum Jahr 2009 spielte. Ab 2009 war er für die folgenden sieben Jahre für Hannover 96 aktiv. Zwischen 2012 und 2014 spielte er für die Hannoveraner in der B-Junioren-Bundesliga, und von 2014 bis 2016 in der A-Junioren-Bundesliga. Größter Erfolg war mit der A-Jugend in der Spielzeit 2014/15 die Vizemeisterschaft in der Staffel Nord/Nordost. In seinem letzten Jahr als Juniorenspieler gewann er mit Hannover 2016 den DFB-Junioren-Vereinspokal im Finale gegen Hertha BSC. Im Oktober 2016 debütierte er in der zweiten Mannschaft von Hannover in der Regionalliga Nord gegen den 1. FC Germania Egestorf/Langreder. In zwei Spielzeiten absolvierte er 40 Spiele.
Im Juli 2018 wechselte Langer zur Zweitvertretung von Schalke 04 in die Oberliga Westfalen. In der Saison 2018/19 gelang als Meister der Aufstieg in die Regionalliga West.
Im Januar 2020 wechselte Langer nach Schottland zu Heart of Midlothian. Bei dem Verein aus Edinburgh unterschrieb er einen Vertrag über sechs Monate. Dabei wurde er von seinem ehemaligen Jugendtrainer aus Hannover Daniel Stendel trainiert. Langer debütierte für die Hearts am 5. Februar 2020 in der Scottish Premiership gegen den FC Kilmarnock im Tynecastle Park. In seinem zweiten Ligaeinsatz gegen Celtic Glasgow am 12. Februar 2020, sah er in der 86. Spielminute die Rote Karte. Die Partie wurde mit 0:5 verloren. Danach wurde er in keinem weiteren Spiel mehr berücksichtigt. Im Juni 2020 wurde sein Vertrag aufgelöst.
Nachdem er vereinslos war unterschrieb Langer am 31. Januar 2021 beim VfB Germania Halberstadt. Am 30. Juli 2021 wechselte er zum HSC Hannover.